# Интервизија (мрежа)
Интервизија, некадашња техничко-програмска организација источноевропских земаља, основана c циљем организовања заједничког емитовања телевизијских програма; пандан је Евровизији, западноевропској организацији исте врсте. Током Хладног рата Европа је била подељена у сваком смислу. Источна и западна Европа су се такмичиле у свему, па тако и у такмичењу за најбољу песму. Западна Европа је имала Песму Евровизије, а источна Европа такмичење за Песму Интервизије.